# Chiesa della Santa Famiglia (Grosseto)
La chiesa della Santa Famiglia è un edificio religioso situato a Grosseto.
Il luogo di culto, con l'intero complesso parrocchiale, si trova in via Unione Sovietica, nel quartiere nord-orientale di Sugherella, come parte integrante dell'insediamento di edilizia economica popolare 167 Nord. La parrocchia è a servizio di una popolazione di circa 11 000 persone.

## Storia
La parrocchia venne eretta dal vescovo Adelmo Tacconi il 1º novembre 1979, con la dedicazione alla Santa Famiglia selezionata dall'assemblea del primo convegno ecclesiale tenutosi dal 10 al 12 settembre. L'istituzione della parrocchia fu una delle prime iniziative del vescovo Tacconi, giunto a Grosseto il 3 giugno precedente, e si era resa necessaria per andare a servire il nuovo quartiere popolare della 167 Nord di Sugherella, ancora in costruzione, che si prevedeva sarebbe diventato uno dei più popolosi della città. Primo parroco fu nominato Enzo Mantiloni.
I lavori di costruzione dell'edificio di culto, progettato nel 1982 dall'ingegnere Enzo Pisaneschi, furono affidati all'impresa Piccionetti ed ebbero inizio il 10 marzo 1983. Il complesso architettonico si andava a inserire a tutti gli effetti all'interno del piano edilizio economico popolare, in un lotto centrale posto tra il lungo fabbricato del centro socio-commerciale e gli alti edifici residenziali.
La chiesa della Santa Famiglia fu l'ultimo edificio del PEEP a essere completato e la consacrazione avvenne il 9 aprile 1989, in occasione dell'anniversario della traslazione vescovile da Roselle per opera di papa Innocenzo II. Il mese successivo, il 21 maggio, la chiesa ricevette la visita di papa Giovanni Paolo II, a più di ottocento anni dalla visita dell'ultimo pontefice Innocenzo II; la nuova chiesa fu scelta per l'incontro ufficiale con i sacerdoti e le suore diocesani e per la celebrazione della messa da parte dello stesso pontefice. L'avvenimento è ricordato in una lapide all'interno.

## Descrizione
Il complesso architettonico si presenta come un unico conglomerato in calcestruzzo armato a vista, il cui colore bianco e le forme sinuose e rotondeggianti offrono elementi di contrasto con il grigiore e la spigolosità degli edifici del quartiere popolare. Il complesso ha una superficie di 1 100 m² ed è costituito da una piastra sopraelevata rispetto al piano stradale da cui emergono quattro nuclei, con un alto basamento che collega i due livelli attraverso rampe e scale. La pavimentazione esterna è in masselli autobloccanti bianchi.
La chiesa, a pianta circolare, è caratterizzata da una grande copertura a cupola emisferica solcata da sedici scanalature che si riuniscono sul colmo in una trave anulare, in un'alternanza di pieni e di vuoti. Gli ambienti interni sono illuminati da trentadue finestroni a forma di falce, anch'essi disposti su piani radiali annullandosi al colmo. L'aula presenta una pavimentazione in calcestruzzo seminato, con decorazioni "alla veneziana" tramite l'alternanza di corone circolari concentriche di aggregati neri e bianchi; l'area presbiterale, rialzata di due gradini, ha invece il pavimento in marmo nero. Le sculture in resina (l'ambone e la statua monumentale della Santa Famiglia) e in bronzo (il fonte battesimale e il tabernacolo raffigurante l'angelo in adorazione) sono opera dell'artista padre Andrea Martini.
Di fianco alla cupola si trovano altri corpi laterali e, compenetrato al protiro d'ingresso nella parte terminale, il campanile cavo di forma tronco-conica, alto 49 metri, caratterizzato da scanalature verticali che creano feritoie d'ombra in contrasto con il colore bianco dei pieni. L'accesso alla cella campanaria avviene da una scala elicoidale in calcestruzzo armato aggettante.

## Critica
Le linee architettoniche che ricordano una moschea con minareto rendono questa chiesa una delle più originali e caratteristiche della città.
Il complesso ha suscitato apprezzamenti per l'efficace impiego del calcestruzzo armato, come nei sedici telai radiali della cupola, nel campanile e negli interni. Secondo Paolini (2013) l'edificio «colpisce per come riesce a rapportarsi con l'ambiente urbano circostante», così come Catalani, Del Francia e Tombari (2011) ne apprezzano «le curve dolci» e l'unità architettonica pienamente realizzata dell'intero complesso grazie a una «coerente ed omogenea concezione di geometria e volume».